# El Aouana
El Aouana (anciennement Cavallo pendant la colonisation française) est une commune de la wilaya de Jijel en Algérie.

## Géographie

### Situation
Le territoire de la commune d'El Aouana se situe au nord-ouest de la wilaya de Jijel sur sa façade maritime à environ 20 km au sud-ouest de Jijel, 79 km à l'est de Béjaïa et 119 km au nord de Sétif.
| Mer Méditerranée | Mer Méditerranée | Jijel          |
| Mer Méditerranée | El Aouana        | Kaous          |
| Ziama Mansouriah | Selma Benziada   | Selma Benziada |

El Aouana est le chef-lieu de la daïra d'El Aouana. Située à 48 mètres d’altitude entre mer et montagne, El-Aouana est accessible par route, à 70 km de Béjaïa et à 14 km de Jijel.
Elle se caractérise par son littoral qui s’étend sur 20 km, sa corniche, ses montagnes et compte plus de 14 193 habitants au dernier recensement de 2008, répartis sur plusieurs mechtas.

### Localités de la commune
La commune d'El Aouana est composée de trente-et-une localités :
- Afouzer
- Aftis
- Aïn Adafel
- Aïn Bouazoun
- Aïn Nmiri
- Arbid
- Aurmaz
- Hamza Béni Kettit
- Bouasli
- Boughoula
- Bouhdjem
- Bouhenna
- Bouyacoub
- Chehna
- Chekrida
- Dar Ben Kirat
- El Ancer
- El Aouana
- El Bekara
- El Hbika
- El Khnak
- El Mraïdj
- Filkene
- Guerioula
- Haddad
- Kaâ El Djebel
- Laakiba
- Medjrouda
- Moukoufa
- Nador
- Ouzdjiren
- T'Boula
- Taghnimet
- Timizer
- Zitouna

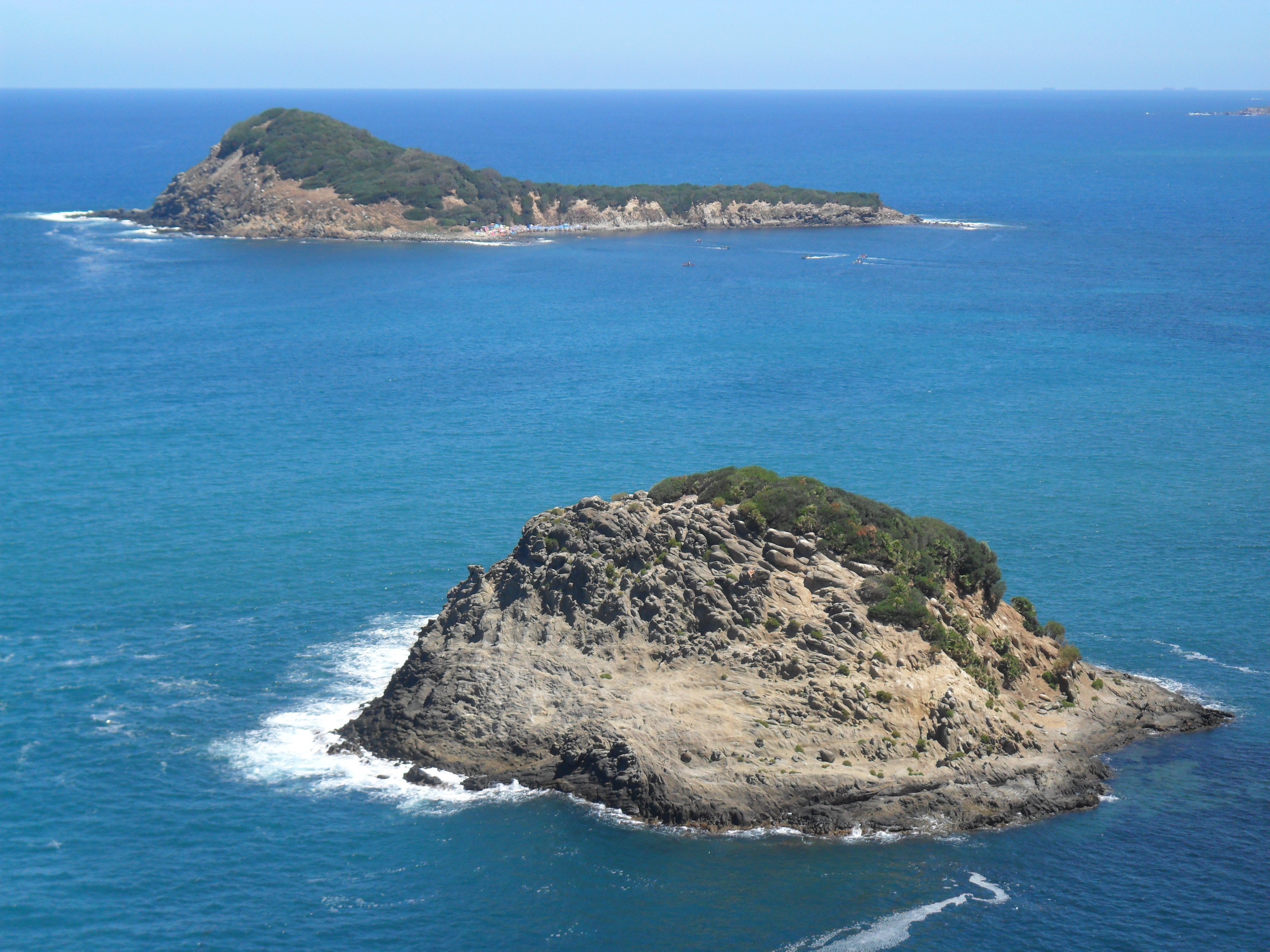
Les Îles d'El Aouana.
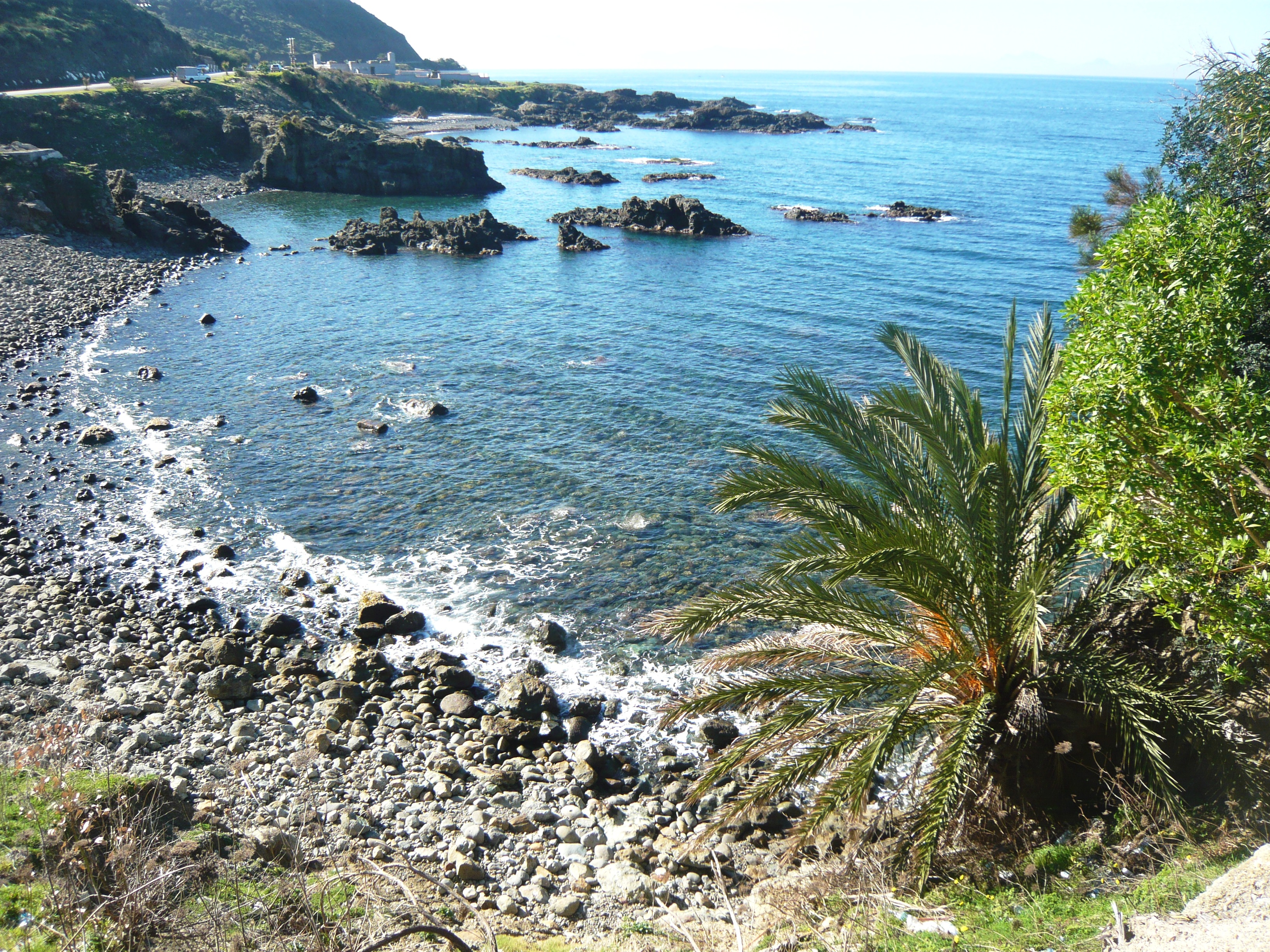
Les Aftis, à la commune d'El Aouana (2011).
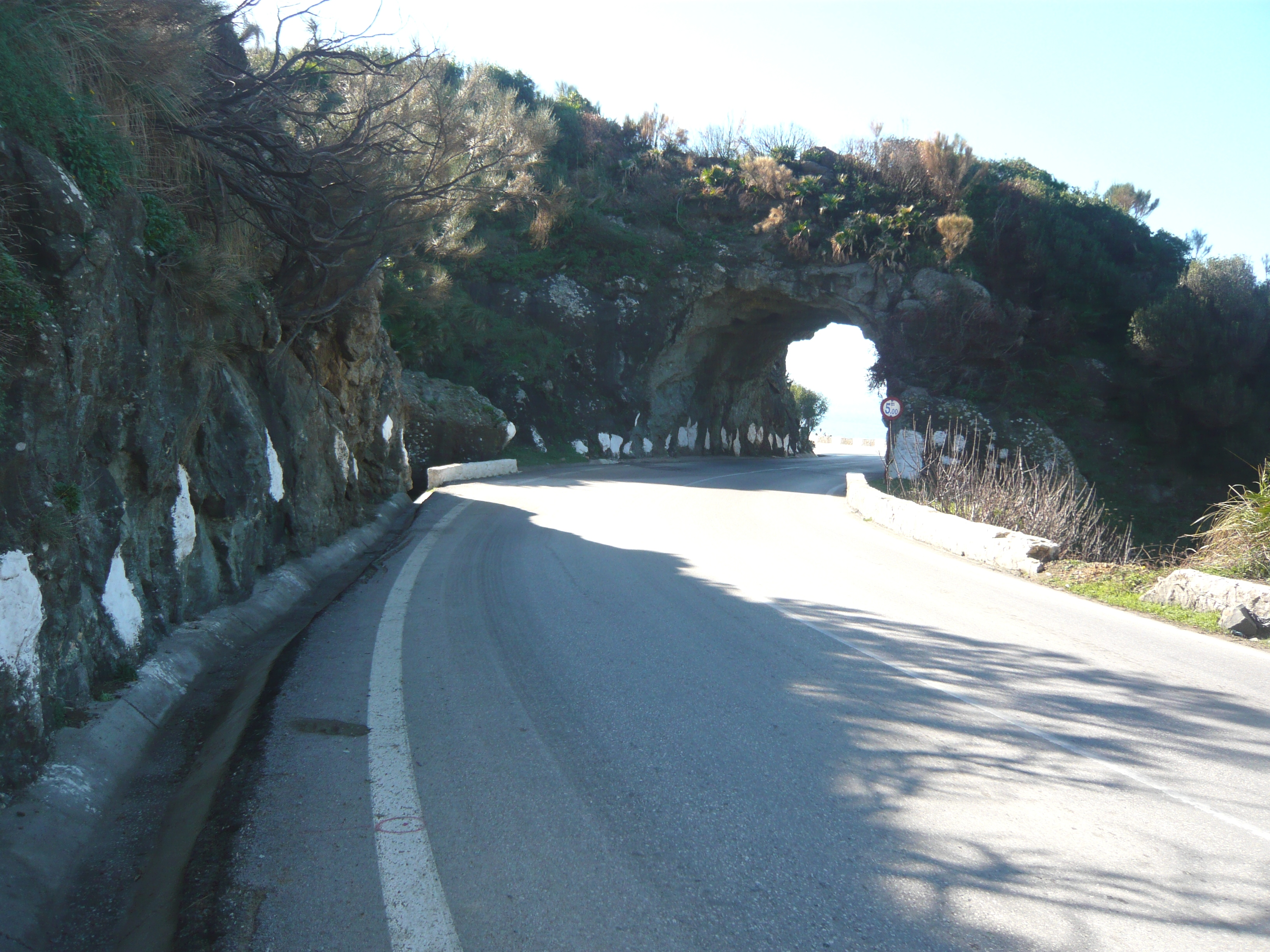
La route nationale entre Ziama et El Aouana (2011).
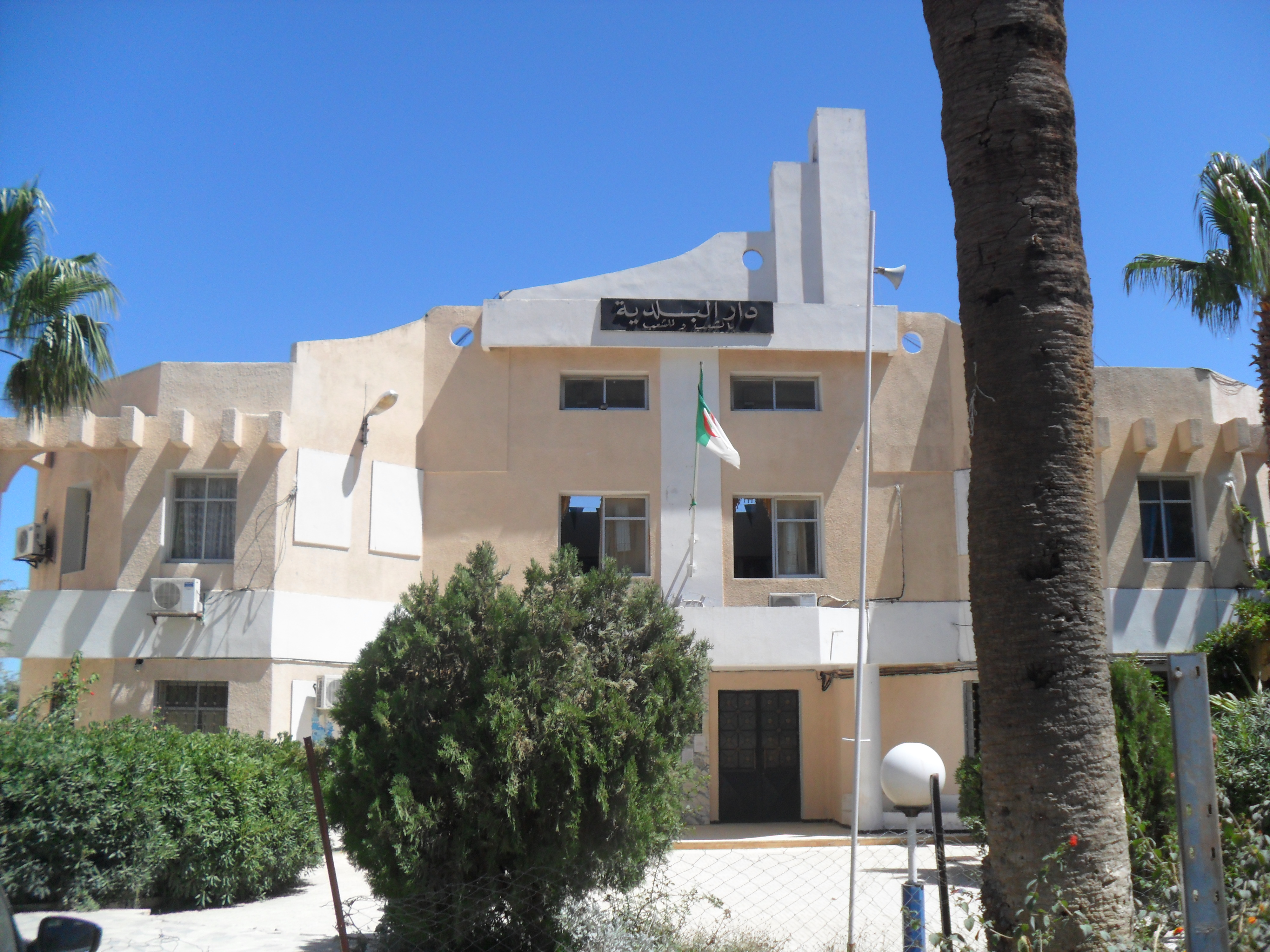
Siège de la Mairie d'El Aouana.

## Histoire
Le nom El Aouana provient du nom de la tribu éponyme, cette tribu est située à l'Ouest de la ville de Jijel. À la suite de l'arrêté du 23 mars 1889, la tribu d'El-Aouana est désignée pour l'application du sénatus-consulte, El-Aouana englobe alors les Ouled Boubbker, les Ouled Teban, les Béni Sekfal, les Ouled Saâd, les Khracha-Aftis, les Béni Khzar, et les Ouled Mhammed.
Le premier centre de colonisation a été créé le 13/01/1900, alors que la commune est officiellement constituée le 15/01/1957 sous l’appellation Cavallo-El-Aouana, le nom de Cavallo lui, aurait pour référence la grande île appelée Dziret El Kheil, (île du cheval) grande attraction touristique de la commune. 
La commune de Cavallo-El-Aouana, alors simple sous-préfecture, faisait partie de la commune mixte de Djidjelli relevant de l'ancien département de Constantine. Après l'indépendance, et à la suite du décret du 07/12/1965  le nom Cavallo est supprimé, elle prend le seul nom d'El Aouana.
Les populations d'El-Aouana n'ont jamais été soumises aux Turcs, ils n'ont jamais payé l’impôt imposé par ces derniers[réf. nécessaire], la domination française n'a été quant à elle reconnue qu'en 1855[réf. nécessaire]. Les populations d'El-Aouana participèrent à toutes les révoltes qui éclatèrent dans le pays de 1860 à 1871, dont la Révolte des Mokrani qui fut la plus importante depuis le début de la conquête française. Plus de 250 tribus se soulèvent, soit un tiers de la population de l'Algérie. Elle est menée depuis la Kabylie des Bibans par le cheikh El Mokrani avant de s'étendre à l'ensemble du Nord Est Algérien (alors département de Constantine), de l'Algérois, et des régions sahariennes de Ouargla et de Touggourt à l'Est, à la région des Ouled Sidi Cheikh à l'Ouest (dans l'actuelle wilaya de Naâma).
Cette insurrection s'étant étendue à toutes les régions de Constantine, dans la région Ouest de Djidjelli, c'est Braham Boussoufa, le Cheikh des Ouled Mhammed, qui a été chargé en personne par Cheikh Aziz, fils du cheikh El Heddad, d'organiser et de mener l'insurrection , il avait sous ses ordres environ deux mille combattants avec lesquelles il conduit plusieurs attaques contre les troupes françaises, notamment le pillage de la mine de Cavallo, le 30 mai 1871, et surtout l'attaque et l'encerclement de la ville de Djidjelli, le 11 juin 1871.
Capturé le 11 septembre 1871, le Cheikh Braham Boussoufa est exécuté sur le champ par le général de Lacroix, son exécution a été publiée à la une de plusieurs journaux en France de l'époque, notamment Le Monde, L'Univers, et Le Temps,,,,,,.

## Économie
L'activité économique de la région d'El Aouana est fortement basée sur le tourisme du fait de sa situation sur le littoral méditerranéen. La corniche Jijelienne avec ses plages magnifiques et ses montagnes verdoyantes attirent les estivants de toutes les régions d'Algérie en été.

## Personnalités liées à la commune
- Mahieddine Boudjemaâ dit Tahar, né le 3 avril 1914 à El-Aouana. Militant nationaliste, mort durant la guerre d'Algérie. Fin lettré en langue arabe, il avait une vaste connaissance du Saint Coran, il était l’élève du Cheikh Larbi Tébessi dans la mosquée Ibn Khaldoun de Belcourt qui servait de cache-armes pour les fidayine de Belcourt.